# Fiesta Inn

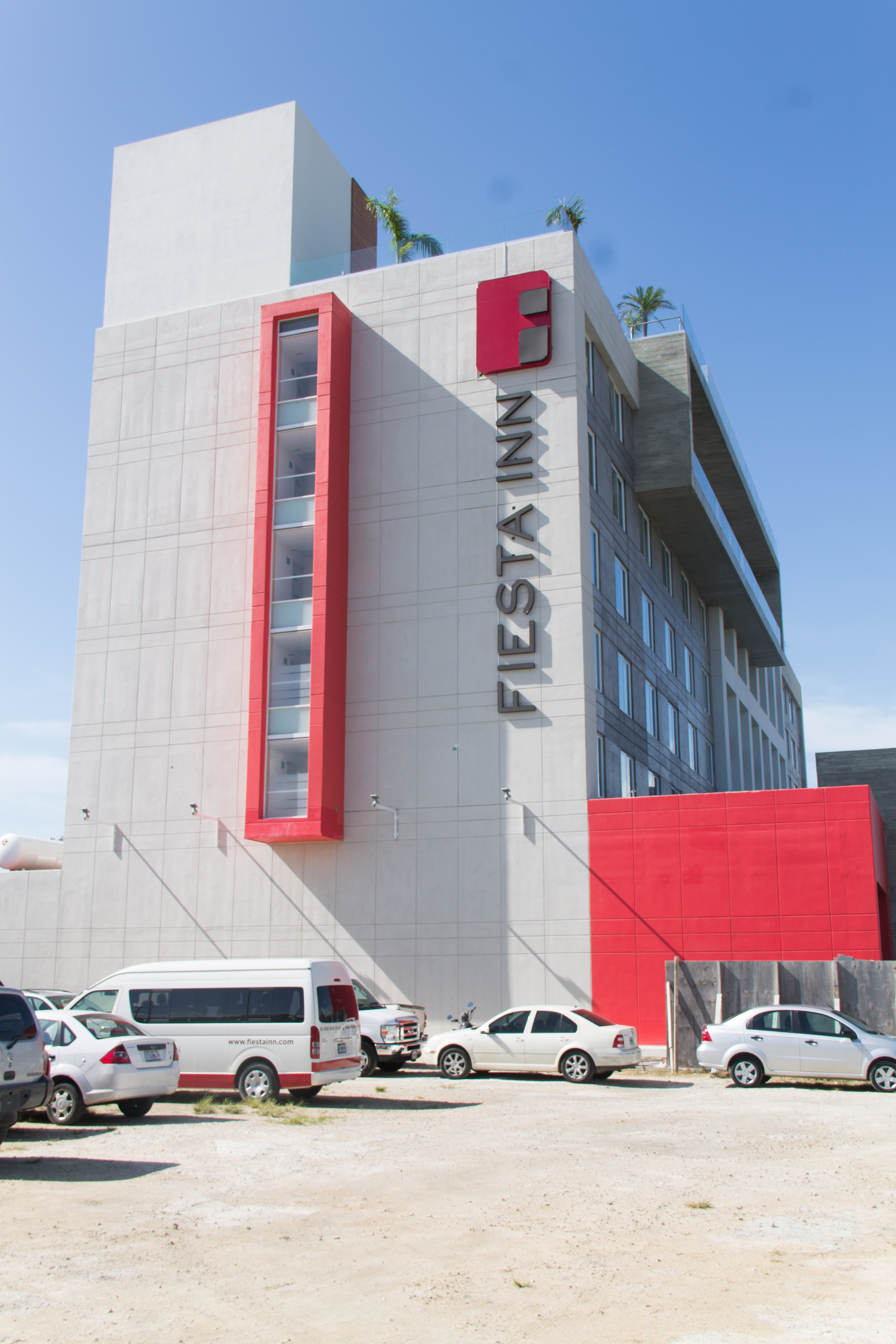
Fiesta Inn en la Ciudad de México.

Fiesta Inn es una marca mexicana de hoteles de clase empresarial. Es propiedad de Grupo Posadas, que también posee otras marcas de hoteles mexicanos, incluidos los exclusivos Fiesta Americana y Fiesta Americana Grand, los ultralujosos Live Aqua, One y el ecoturístico Explorean. Hay 61 hoteles operados bajo esta marca en todo el país.

## Historia
Fiesta Inn se lanzó como la marca orientada al viajero de negocios de Grupo Posadas en 1982. El Fiesta Inn en la Ciudad de México resultó dañado durante las protestas relacionadas con la toma de posesión del nuevo presidente de México en 2012. El 21 de diciembre de 2012, Standard & Poor's Rating Services elevó la calificación crediticia corporativa en escala global de la empresa matriz a 'B' y señaló que varias de las marcas de las empresas matrices, incluida Fiesta Inn, son "bien reconocidas en el país.”

## Reconocimiento
Muchos hoteles Fiesta Inn han recibido reconocimientos, tanto por parte del gobierno como de organizaciones independientes. Un ejemplo reciente de reconocimiento gubernamental es el Distintivo H otorgado por la Secretaría de Turismo de México al Celaya Fiesta Inn en 2009, así como a un Fiesta Inn en el Estado de Querétaro que recibió el mismo premio en 2010. En cuanto a los evaluadores no gubernamentales, TripAdvisor clasifica al Fiesta Inn en Mexicali como el hotel líder en esa ciudad. El Fiesta Inn Tollucan en Toluca ha recibido una calificación de 3 diamantes por parte de la Asociación Estadounidense del Automóvil.